# 奇美河階群
23°29′20″N 121°26′46″E / 23.489°N 121.446°E
奇美河階群，又稱奇美河階或奇美盆地，臺灣東部的河階地形，位於花蓮縣瑞穗鄉秀姑巒溪下游北岸的奇美部落。

## 形成原因
數千年前，蜿延的秀姑巒溪穿越海岸山脈，曾流經瑞穗鄉奇美村谷地，河道呈U型曲流。後來曲流不斷向河岸南側的攻擊坡側蝕，使得河道逐漸向南遷移，於是河流的彎曲度會越來越大，發展到極致，彎曲頸部截流，形成數個S形的曲流河道，原來彎曲的河道成為廢棄河道（牛軛湖）。當河流的彎曲度再度變小，坡度變陡，河流下切的速度加快，因此原來河套北側的沉積坡就形成一系列呈階梯狀高起的河階平台。

## 奇美部落
奇美部落位於花64線鄉道瑞港公路中間點，即位於大磯山西稜秀姑巒溪畔的奇美河階群地形上，奇美是阿美族「秀姑巒阿美」群最古老的部落之一，也是阿美族的發源地。